# Бегичев, Никифор Алексеевич
Ники́фор Алексе́евич Бе́гичев (7 (19) февраля 1874 — 18 мая 1927 года) — русский моряк, полярный путешественник. Дважды награждён Большой золотой медалью Российской академии наук.

## Биография
Родился в городе Цареве Астраханской губернии, происходил из волжских рыбаков. В 1895 году призван на военную службу во флот. В 1897—1900 годах служил на учебном парусно-паровом судне матросом и боцманматом в Атлантическом океане, трижды ходил из Кронштадта к Антильским островам.
В должности боцмана участвовал в высокоширотной экспедиции Э. В. Толля на парусно-моторной шхуне «Заря» по изучению Новосибирских островов (1900—1902). Экспедиция закончилась гибелью барона Толля и трёх его спутников по санно-байдарочной партии, но Бегичев и основная часть экспедиции вернулись на материк.
В 1903 году Бегичев участвовал в поисках Толля. Санно-шлюпочная экспедиция под руководством лейтенанта А. В. Колчака на десяти нартах и вельботе достигла острова Беннетта (один из островов Де-Лонга). При переходе по морскому льду Бегичев спас жизнь своему командиру:

Я шёл передом, увидел впереди трещину, с разбегу перепрыгнул её. Колчак тоже разбежался и прыгнул, но попал прямо в середину трещины и скрылся под водой. Я бросился к нему, но его не было видно. Потом показалась его ветряная рубашка, я схватил его за неё и вытащил на лёд… Но это было недостаточно — под ним опять подломился лёд, и он совершенно погрузился в воду и стал тонуть. Я быстро схватил его за голову, вытащил еле живого на лёд и осторожно перенёс… к берегу. Положил на камни и стал звать Инькова, который стоит возле трещины и кричит: «Утонул, утонул!» — совершенно растерялся. Я крикнул ему: «Перестань орать, иди ко мне!». Мы сняли с Колчака сапоги и всю одежду. Потом я снял с себя егерское бельё и стал одевать на Колчака. Оказалось, он ещё живой. Я закурил трубку и дал ему в рот. Он пришёл в себя. Я стал ему говорить — может, он с Иньковым вернётся назад в палатку, а я один пойду. Но он сказал: «От тебя не отстану, тоже пойду с тобой». Я пошёл по камням, были крутые подъёмы и спуски. Он совершенно согрелся и благодарил меня, сказал — «в жизни никогда этого случая не забуду».— 
В 1904 году, в русско-японскую войну, участвовал в обороне Порт-Артура на миноносце «Бесшумный» в должности боцмана. Был со всей командой интернирован в Циндао, куда в августе 1904 года миноносец прорвался из японской блокады. Награждён знаком отличия Военного ордена 4-й степени за отличные действия в аварийной обстановке.
После войны вернулся в Царёв, женился, но летом 1906 года снова уехал жить на север, в район нижнего течения Енисея, где занимался пушным промыслом, исследовал полуостров Таймыр. В 1908 году в устье рек Хатанги и Анабара, впадающих в море Лаптевых, открыл два острова, впоследствии названные его именем — Большой Бегичев и Малый Бегичев.
В 1915 году возглавил доставку почты и эвакуацию на оленях части моряков с барка «Эклипс», отправленного на поиски пропавших экспедиций Брусилова и Русанова, а затем с застрявших во льдах у северо-западных берегов Таймыра ледокольных пароходов гидрографической экспедиции «Таймыр» и «Вайгач». Маршрут каравана из примерно 500 оленей пролегал по неизученной территории, до этого не посещавшейся европейскими путешественниками.
В 1916 году поселился в Дудинке.
С 1921 года участвовал в советско-норвежской экспедиции по поискам — Тессема и Кнудсена — двух пропавших на Таймыре членов экспедиции Руаля Амундсена 1918—1920 годов на шхуне «Мод» и обнаружил останки одного из них. В 1922 году в экспедиции геолога Н. Н. Урванцева спустился на лодке по реке Пясине и на берегу острова Диксон нашёл скелет другого спутника Амундсена.
В 1925 году Бегичев организовал промысловую артель по добыче морского зверя «Белый медведь". Весной 1926 года артель (сам Бегичев, охотники Николай Семёнов, Дмитрий Горин, Лука Зырянов, Гавриил Сапожников и знакомый Бегичева Василий Натальченко, счетовод) сплавилась вниз по р. Пясина на промысел морского зверя и песца. Год от группы не было никаких известий, и только летом 1927 года пятеро вернувшихся промысловиков рассказали, что он умер от цинги на зимовке, расположенной на устье р. Пясина в 8,5 км на запад (на картах отмечено как "развалины избушки Бегичева"), где и был похоронен. На этом месте рязанскими туристами был установлен памятник из вертикально поставленных бревен, а останки Бегичева были перенесены в поселок Диксон и в 1964 захоронены под его бетонным монументом.

## Версия об убийстве Бегичева

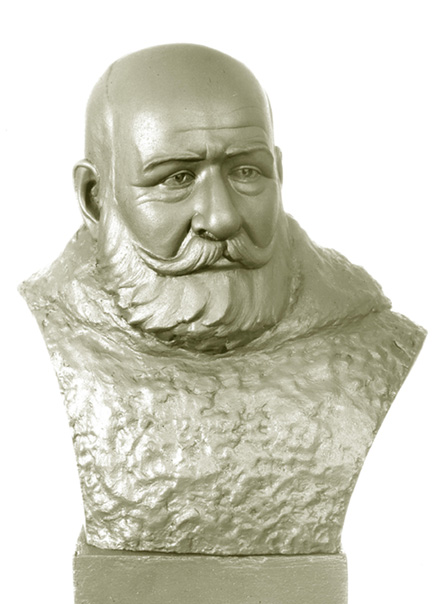
Скульптурная реконструкция по черепу, выполненная экспертом-криминалистом С. А. Никитиным по методу Герасимова

Не все поверили в смерть Бегичева из-за болезни, подозревая спутников в убийстве Бегичева.
В 1950-х годах версия об убийстве Бегичева «колчаковским офицером» Василием Натальченко была опубликована в журналах. Поэт и журналист Казимир Лисовский написал поэму о гибели полярника.
В 1958 году Генеральная прокуратура СССР направила на Таймыр следственную бригаду для выяснения обстоятельств смерти Бегичева, которая установила, что убийства не было и Бегичев умер от цинги.

## Память

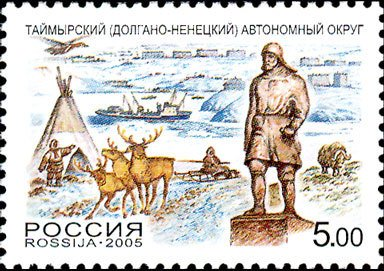
Памятник Н. А. Бегичеву в Диксоне на почтовой марке России 2005 года, посвящённой Таймырскому (Долгано-Ненецкому) автономному округу

В 1964 году в посёлке Диксон сооружён памятник Бегичеву (авторы Е. Попов и А. Абдрахимов), под которым перезахоронили его останки. Моделью для памятника послужил красноярец Денис Филиппович Каминский, состоявший в артели рыбаков, не раз бывавший в северных водах и имевший подходящую комплекцию.
Именем Бегичева названы:
- Острова Бегичева (Большой Бегичев и Малый Бегичев) в юго-западной части моря Лаптевых.
- Гряда Бегичева, пролегающая от устья реки Пясины на северо-восток до верховьев реки Тареи.
- Улицы в Москве (муниципальный округ Алтуфьевский), Астрахани, Волгограде, Новосибирске, Красноярске, Норильске, Дудинке.
- Улица в селе Царев Волгоградской области (на родине Бегичева).
- Деревня Бегичево в Чеховском районе Московской области
- Сухогруз усиленного ледового класса "Никифор Бегичев".
- мыс в Антарктиде (мыс Бегичева, море Космонавтов, 67°59′ ю.ш., 43°58′ в.д., мыс нанесён на карту Советской Антарктической экспедицией в 1962 г., назван не позднее 1965 г.)[8].
- озеро на побережье моря Лаптевых (озеро Бегичева, к северу от бухты Марии Прончищевой, название озеру присвоено в 1951 г.)[8].
- река Бегичева (Карское море, Пясинский залив)[8].
- остров Бегичевская коса (Карское море, Пясинский залив, название острову присвоено в 1932 году)[8].

## В литературе
- Поэт Казимир Лисовский написал о Н. А. Бегичеве поэму «Русский человек Бегичев» (1947).